# 東京ヴァイオリン
TOKYO VIOLIN（東京ヴァイオリン）は14人のヴァイオリンのグループ。
黒澤楽器店が扱うカーボンファイバーの楽弓のコーダボウを使っている、東京都近郊に住んでいる女性ヴァイオリニストを中心に結成したユニット。
メンバーのヴァイオリニストは世界的なコンクールの入賞者もおり、クラシックからジャズ、ポップス等、様々のジャンルのヴァイオリニストから成り立つユニット。2017年秋で活動休止。

## 概要
2013年3月14日に「東京オリンピック」を目指してヴァイオリンユニットをつくろうという話になりメンバーを集め、4月4日に発足。
音楽プロデューサーの中村タイチの作曲する、東京23区をテーマにした楽曲を中心に演奏している。
2013年11月にフルアルバム「PIC」を発売。
2014年1月20日に六本木にある「STB139 スィートベイジル」という会場を、満員にしなければ解散する事を決定しライブを行った。
結果、チケットをソールドアウトにし解散を回避する。
2014年2月より「銀座ファインケアクリニック」のCMに出演している。CMのボーカルはTVLメンバーの水谷美月が勤めている。
TOKYO VIOLINには主な活動をメインでやっているTVLというレギュラーメンバーと、TVRというリザーブメンバーがおり、ライブ活動等はTVLとTVRが合同で行うことが多く、活動内容にはあまり大差は無い。
但し、TVLのメンバーは演奏家としての活動やスタジオミュージシャンとしての仕事をやっているメンバーが多く、TVRメンバーは音楽大学卒業して間もないメンバーが多い。